# Postmodernitate
Postmodernitatea este o condiție care se referă la toate fenomenele care s-au succedat modernității. Aceasta pune accent pe condiția sociologică, tehnologică sau celelalte condiții care disting Epoca Modernă de tot ce a urmat după ea.
Postmodernismul, pe de altă parte, reprezintă un set de răspunsuri de ordin intelectual, cultural, artistic, academic, sau filosofic la condiția postmodernității.